# 外国
外国（がいこく、英: a foreign country、仏: pays étrangers）とは、自国以外のよその国のこと。
- 「国外」ともいう。

古風には「異邦」「異国」とも言う。

## 概説
「外国」とは、基本的に、ある人から見て、自国以外の、よその国のことである。
ほぼ同じ語義の言葉として「異国」「異邦」を挙げたが、それ以外にも「他国」「異境」「外地」などもある。
外国の人を「外国人」と言う。今日 「異邦人」と言うと、いくらか詩的な表現や気取った表現になる。
外国の言葉は「外国語」と言う。
外国の資本は「外資」と言い、自国内にあるが外国資本の割合のほうが高い企業を「外資系企業」と言う。
「外国へ行く」ことは英語では「go abroad」と言い、このように「外国」関連の表現では、「foreign フォーリン」以外に この「abroad アブロード」という副詞も多用する。
「外国」というのは、あくまで相対的な概念である。実際には「国」など存在しない。例えば、イタリアから見れば日本が「外国」である。
したがって、ある人がその人から見て「外国」を旅行したり「外国」に滞在したりしている間は、現地の人から見るとその人が「外国人」になる。たとえばあなたが日本人の場合、あなたがフランス・南アフリカ・インドなどへ行けば、周囲の人々から見ればあなたのほうが「外国人」なのである。オーストラリアでは日本円は「外貨」であり、またアルゼンチンの人々から見れば、同国にある日本の資本による企業は「外資系企業」である。
日常用語としては「よその国」として漠然と使われ、「国境の外」というニュアンスで使われていることも多い。ただし、法的な厳密性を考慮すると、むしろ主権が及んでいるか及んでいないか、ということが問題になってくる。「外国」が「自国の主権が及ばない地域」を意味する場合があるのである。より具体的に言うと、地理的には自国の領土内であっても、大使館や領事館などの在外公館は不可侵、つまり法的に主権が及ばない、と規定されており、法的にその国の政府から見て「外国」として扱われているのである。
多くの国の政府が、諸外国のうち主要な国に大使・外交官を置き、大使館・領事館なども置いている。ただし、あまりに国力が小さい国は大使館をほとんど持つことができない場合もある。また、大国であっても、あまりにマイナーな国には大使館を置いていない場合がある。

## 日本における「外国」
古代・中世における当時の支配階層である貴族社会においては、大和王権（朝廷）の支配が直接及んできた畿内及び近江国などその近隣地域のみが「日本国」（本朝・神国）であり、大和王権によって征服されてその従属下に服した地域である東国及び西国は日本国とは見なされず、更にその外側にある異国・夷国と同様に「外国」と見なされて、大和王権に対して穢れや災厄をもたらす地であると信じられていた。京都の公家が東国の武士（鎌倉幕府など）を「外国之武士」と呼称していた事は、慈円の願文の中に記されている。
江戸時代、「おくに」と言うと、出身の地域、日本（列島）の中での場所を指していて、「異国」と言うと、国境（くにざかい）の外、他の藩が治めている領域を指した。たとえば会津の人々から見れば、長州や薩摩の人々は「異国」の人々だったわけである。当時は「くにざかい」には関所が設けられ、くにざかいを越えることはさほど容易なことではなかったので、それぞれの「おくに」では独特の「おくにがら」が発達したとされている。それが現在の県民性にもつながっている、とされている。
現在、日本の法令においては包括的に「外国」を定義せず、個別法 により「外国」を定義している。各法の目的によって定義は異なるが、「本州、北海道、四国、九州および主務省令で定めるこれらに附属する島以外の地域」を指すことが多い。また、旅券法のように「外国」を定義しないこともある。日本は「島国」で「海で囲まれている」ので、「海外」という漢字表現も「外国」の類義語・同義語として用いられる。
「集団主義の傾向があると言われている日本の社会では、「内」の対義語である「外」の概念が根強く残っている」と言われることがある。また、沖縄、琉球の人々は、自分たちを「うちなーんちゅ」（うちなんちゅ）と呼び、本土方面の人々を「やまとんちゅ」と呼ぶ。北海道の住民は、道外、本州方面のことを「内地（ないち）」と呼ぶことがある。